# Єременко Світлана Вікторівна
Світлана Вікторівна Єременко (нар. 2 лютого 1963, місто Рубіжне, тепер Луганської області) — українська радянська діячка, апаратниця Рубіжанського виробничого об'єднання «Краситель» Луганської області. Депутат Верховної Ради УРСР 11-го скликання.

## Біографія
Освіта середня. Член ВЛКСМ.
З 1981 року — лаборант Рубіжанського філіалу Всесоюзного науково-дослідного інституту органічних напівпродуктів і барвників; лаборант, апаратниця Рубіжанського виробничого об'єднання «Краситель» Луганської області.
Проживала в місті Рубіжне Луганської області.

## Нагороди
- ордени
- медалі